# José Guillermo Bernabeu Pastor
José Guillermo Bernabeu Pastor (Mutxamel, 1948 - 2022) fou un físic i polític valencià, diputat al Congrés dels Diputats en la IX Legislatura i regidor al seu municipi de 2003 a 2008.

## Biografia
Es llicencià i doctorà en Física a la Universitat de València. També va fer estudis de Postgrau en l'Advanced School of Physics (Trieste, Itàlia). Professor de batxillerat i de la Universitat d'Alacant (UA), de la que en fou secretari general i vicerector. També va representar Espanya en el Grup de Seguiment del Procés de Bolonya i membre del "Cluster on Modernisation of Higher Education" de la Comissió Europea.
Fou col·laborador de la Direcció General d'Universitats del Ministeri d'Educació i membre de la Unió Astronòmica Internacional.
A les eleccions municipals espanyoles de 2003 fou escollit regidor de turisme i comerç i portaveu del grup del PSPV-PSOE a l'ajuntament de Mutxamel i diputat per la província d'Alacant a les eleccions generals espanyoles de 2008. De 2008 a 2011 fou Secretari Primer de la Comissió d'Indústria, Turisme i Comerç del Congrés dels Diputats En 2011 no es va reincorporar a la seua feina a la Universitat d'Alacant (UA) i fou nomenat catedràtic de física aplicada.
El 2018 es va jubilar i un any després va rebre la medalla de la UA. Va morir després d'una llarga malaltia el 22 de novembre de 2022.